# Zuelania guidonia
Zuelania guidonia là một loài thực vật có hoa trong họ Liễu. Loài này được (Sw.) Britton & Millsp. miêu tả khoa học đầu tiên năm 1920.